# Malàkhovo (Bélgorod)
|  | Per a altres significats, vegeu «Malàkhovo». |

Malàkhovo - Малахово (rus) - és un poble de l'óblast de Bélgorod, a Rússia. El 2010 tenia 19 habitants. Pertany al districte (raion) de Gubkin.